# 黔春酒
黔春酒是贵阳市所产的麸曲酱香型白酒，和碧春酒、筑春酒一起称为“贵州老三春”。

## 历史
贵阳当局为扩产于1950年代初将本地一百四十多个私人酒坊合并，最终成为贵阳酒厂，所产白酒为贵阳窖酒。大跃进至文化大革命期间为扩大茅台生产而推行茅台异地生产试验时，酒厂被选作试点。为扩产除试验异地生产外，还尝试了用不同原料以增加原料来源，贵州老三春也被授予此任务，但因文革动乱，直至1981年才开发成功，被命名为黔春酒，生产至今。

## 贵阳大曲
为提升产品质量，贵阳酒厂以浓香型白酒酿造工艺改革生产流程，于1975年研发成功，次年投产，产品重新命名为贵阳大曲，为浓香型。贵阳大曲虽多次获奖并外销，但因1990年代各地酒厂转产浓香型白酒，竞争激烈等原因淡出市场，直至2016年贵阳酒厂被洋河酒厂收购，方于后者的注资下开始复产。